# Chantal Demming
Chantal Demming, née le 5 février 1978 à Baarn dans la province d'Utrecht, est une actrice néerlandaise.

## Filmographie
- 2006 : Dennis P. (nl) : collega
- 2008 : Het leven uit een dag (nl) : Eva
- 2008 : Two Hearts One Pulse : hoofdrol
- 2009 : Helder - huiselijk geweld (Teleac) : la conductrice
- 2009 : Lilith : Eva
- 2010 : Wij willen meer : Jacqueline
- 2011 : Caged : Stella
- 2014 : Littekens : la mère